# Костеев
Костеев (укр. Костеїв) — село в Куликовской поселковой общине Львовского района Львовской области Украины.
Население по переписи 2001 года составляло 220 человек. Население по данным 2021 года составляло 200 человек. Занимает площадь 9,05 км². Почтовый индекс — 80370. Телефонный код — 3252.